# Jean-Pierre Pincemin
Jean-Pierre Pincemin (París, 7  de abril de 1944 - Arcueil, 16 de mayo de 2005) fue un pintor, grabador y escultor francés autodidacta.

## Biografía
Tornero-fresador en la industria mecánica, descubrió la pintura gracias a sus frecuentes visitas al Museo del Louvre. Animado por el galerista Jean Fournier, quien tenía una casa cerca de donde vivía con sus padres, se inició en la pintura. Comenzó a pintar y esculpir en la década de 1960. Los primeros años su obra se caracterizó por la abstracción lírica y la denominada pintura de acción. En 1969, junto con Marcel Alocco y Claude Viallat, montaron la exposición La peinture en question en la École spéciale d’Architecture de París. Además del propio Pincemin, Alocco y Viallat, expusieron por entonces también Daniel Dezeuze, Noël Dolla, Bernard Pagès y Patrick Saytou bajo un mismo prisma, grupo que terminaría conformando el movimiento pictórico Soporte/Superficie también llamado neoreduccionista, y al que Pincemin se unió definitivamente en 1971. El movimiento trató de destacar "la pintura" al desnudo, valorada en sí misma, sin aditamentos, como única forma desde la cual debía examinarse, liberándola así del contexto, las corrientes artísticas y del propio autor. Pincemin utilizó todo tipo de materiales para la creación, tanto en las pinturas como en las esculturas, desde el lienzo tradicional, hasta hojas, impresiones en cartón corrugado, pintura sobre mallas de alambres, chapas o planchas, entre otros, desarrollando obras de cromatismo complejo y variedad de técnicas. A mediados de la década de 1980 cambió su manera de pintar y su concepción del espacio, acercándose al expresionismo, para terminar después próximo al arte figurativo al final de la década de 1990, con el lema "tout balayer et tout assimiler". Apareció entonces la escultura policromada sobre madera tallada, tratando temas religiosos que hasta ese momento no habían aparecido en su obra, así como retratos. Su amplio recorrido como artista le llevó a dominar técnicas mixtas con gran pulcritud y belleza.